# Chipotle

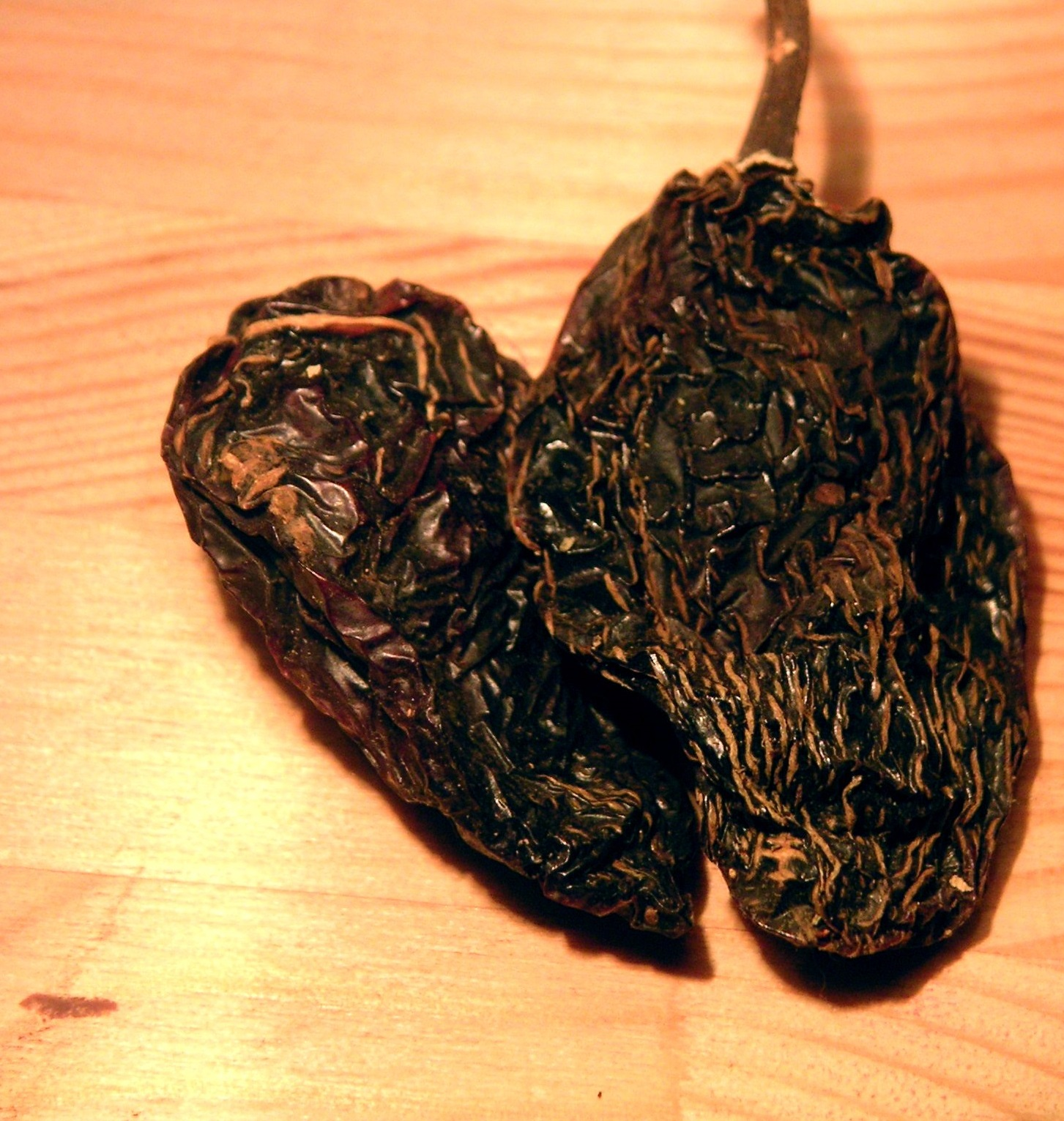
Chipotle, kultivar ’morita’

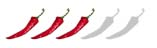
Pálivost 3000–10 000 SHU

Chipotle (čti čipotle) nebo také chilpotle je výraz pocházející z jazyka nahuatl a znamenající uzená chilli paprička. Je to vyuzená a vysušená paprička jalapeño, která se používá především v mexické kuchyni a v kuchyních, jež jí jsou inspirovány, jako je například Tex-Mex. V jejich chuti se pálivost původních papriček spojuje s uzenou příchutí dýmu.
Jednotlivé odrůdy papriček jalapeño se od sebe liší velikostí a pálivostí. V Mexiku jsou jalapeño známé také jako cuaresmeño  nebo gordo. Až donedávna se uzené papričky chipotle objevovaly převážně na trzích ve středním a jižním Mexiku. S tím, jak rostla jejich popularita v zahraničí, zejména ve Spojených státech a v Kanadě, začala se výroba a zpracování papriček jalapeño rozšiřovat i do severních oblastí Mexika, aby mohl být lépe zásobován jihozápad Spojených států. Dnes se tyto papričky pěstují a zpracovávají i v jiných zemích.  
Chipotle má pálivost mezi 3000–10 000 Scovilleových jednotek (SHU). Je tak co do pálivosti srovnatelná s francouzskou papričkou Espelette, mexickou Guajillo, maďarskou feferonkou a s omáčkou Tabasco.

## Příprava
Obvyklý postup vypadá tak, že sběrači často procházejí po pozemku, kde se papričky jalapeño pěstují, a sklízejí přitom nezralé zelené papričky, jež jsou určeny pro trh. Na konci vegetačního období papričky přirozeně dozrávají a získávají jasně červenou barvu. V Mexiku a ve Spojených státech mají zralé červené papričky jalapeño zaručený odbyt. Papričky určené k sušení se nechávají na keřících co nejdéle. Když získají temně červenou barvu a ztratí značnou část své vlhkosti, přichází čas jejich sklizně. Poté se sklizená jalapeña převezou do uzavřených udíren, kde je dělníci rozmístí na kovové rošty. Do topeniště se naskládá dřevo a jeho kouř je pak veden do uzavřeného prostoru udírny. Papričky se vždy po několika hodinách promíchají, aby se lépe proudily. Uzení probíhá po několik dní, dokud se jalapeña nezbaví většiny vlhkosti. Výsledek pak vzhledově poněkud připomíná sušené ovoce. Z pěti kilogramů papriček jalapeño vznikne asi půl kila uzených chipotle.

## Odrůdy

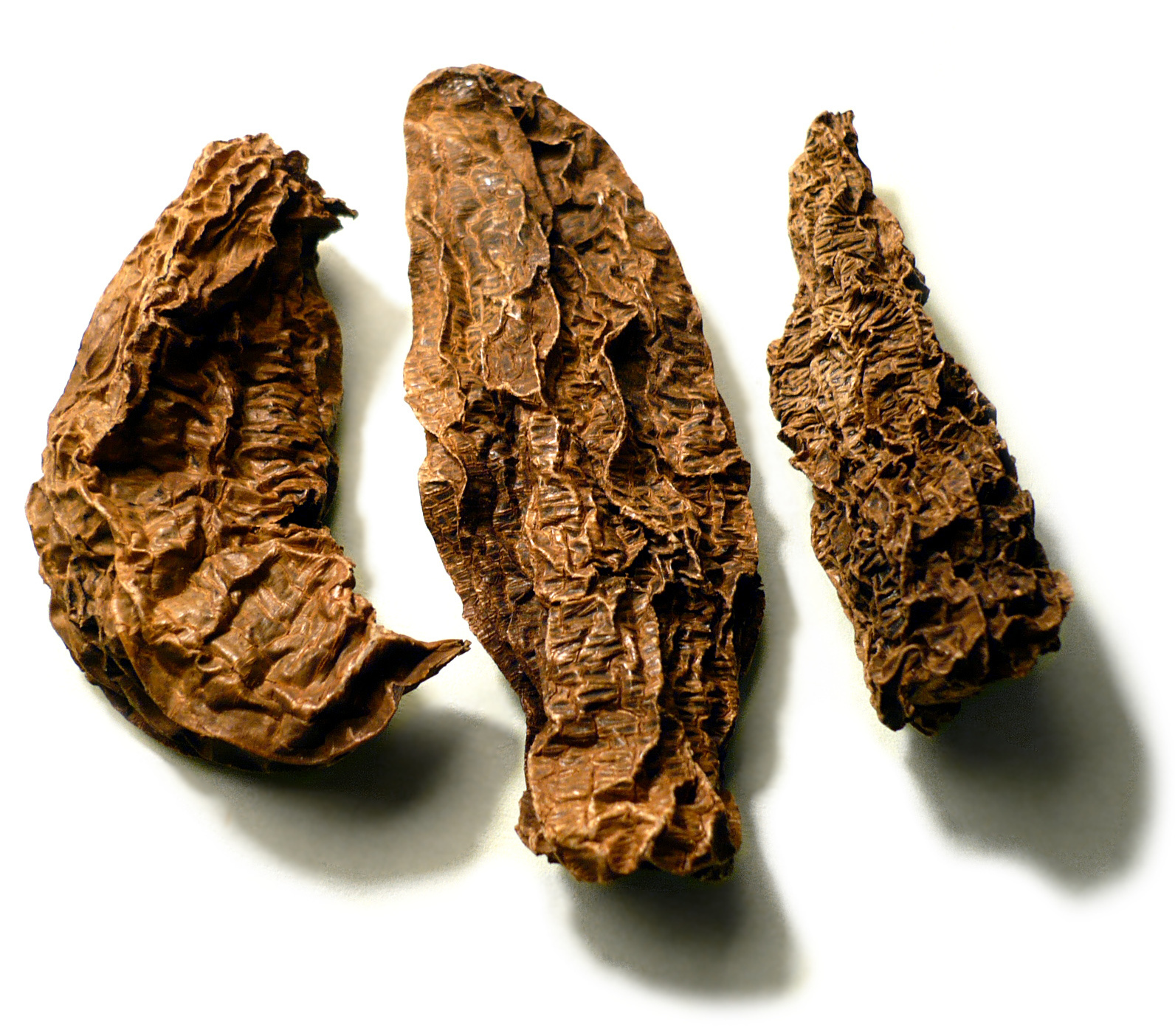
Chipotle odrůdy meco

Většina chipotle pochází ze severomexického státu  Chihuahua. Tato  odrůda je známa jako morita (španělsky malá moruše). Ve středním a jižním Mexiku jsou chipotle známé jako chile meco, chile ahumado nebo típico. Zatímco moritas z Chihuahuy mají purpurovou barvu, chile meco jsou hnědé až našedlé a vypadají jako nedopalek doutníku. Většina chipotle v USA jsou papričky odrůdy morita. Téměř všechny chipotle meco se spotřebují v samotném Mexiku. 

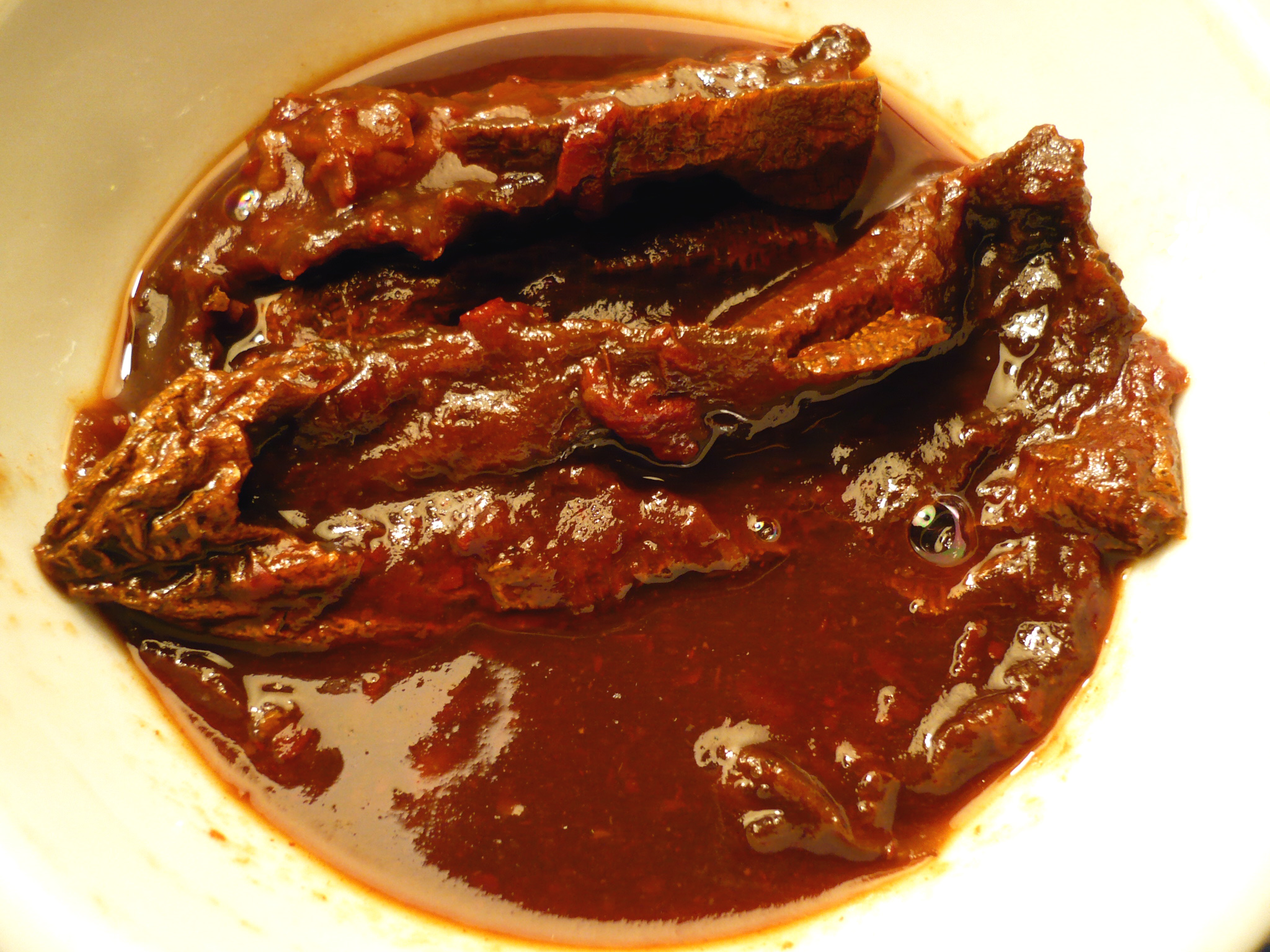
Domácí chipotles en adobo

## Použití
Uzené papričky chipotle dodávají řadě pokrmů mexické kuchyně, jejichž hlavní přísadou často bývají, poměrně mírnou, avšak zemitou štiplavost. Používají se také k přípravě různých omáček.  Mohou se rozemlít a smíchané s dalším kořením použít pro přípravu marinád. Chipotle se často užívají (obvykle v mleté podobě) jako přísada pro různé domácí i průmyslově vyráběné omáčky pro barbecue, pro běžné grilování, případně pro chili nebo dušené pokrmy. Průmyslově vyráběné pochutiny mívají na etiketě obvykle poznámku, že obsahují chipotle.
Tyto chilli papričky jsou pálivé a mají výraznou kouřovou chuť a vůni. Vzhledem k silné dužině se obvykle používají do jídel, která se připravují na mírném ohni, spíš než v syrovém stavu. Celé chipotle se přidávají do polévek, do dušených pokrmů či do gulášů. Mohou také okořenit pokrmy z fazolí nebo z čočky.